# Peter Nicolai Arbo

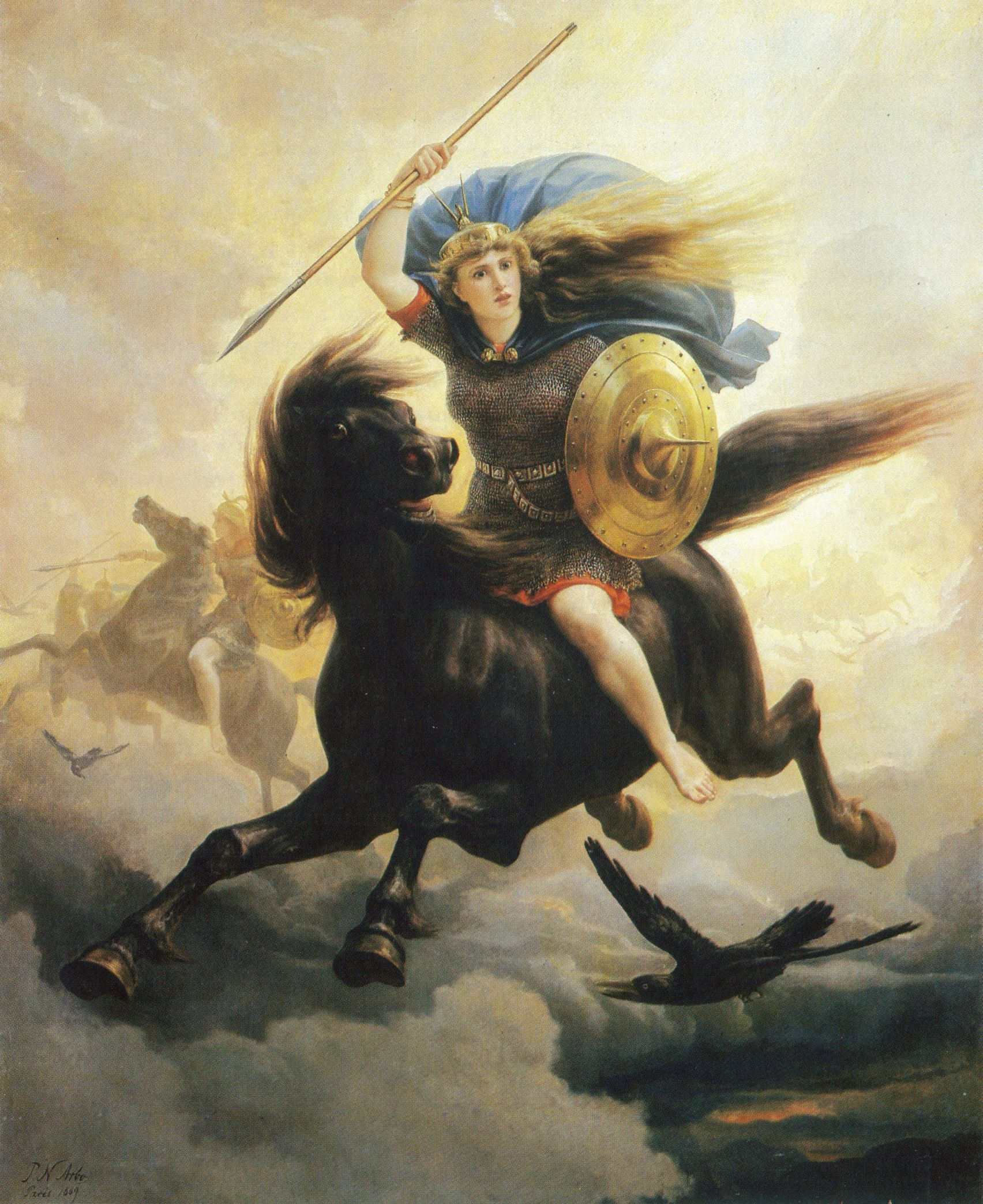
Walkiria (Valkyrien), 1865

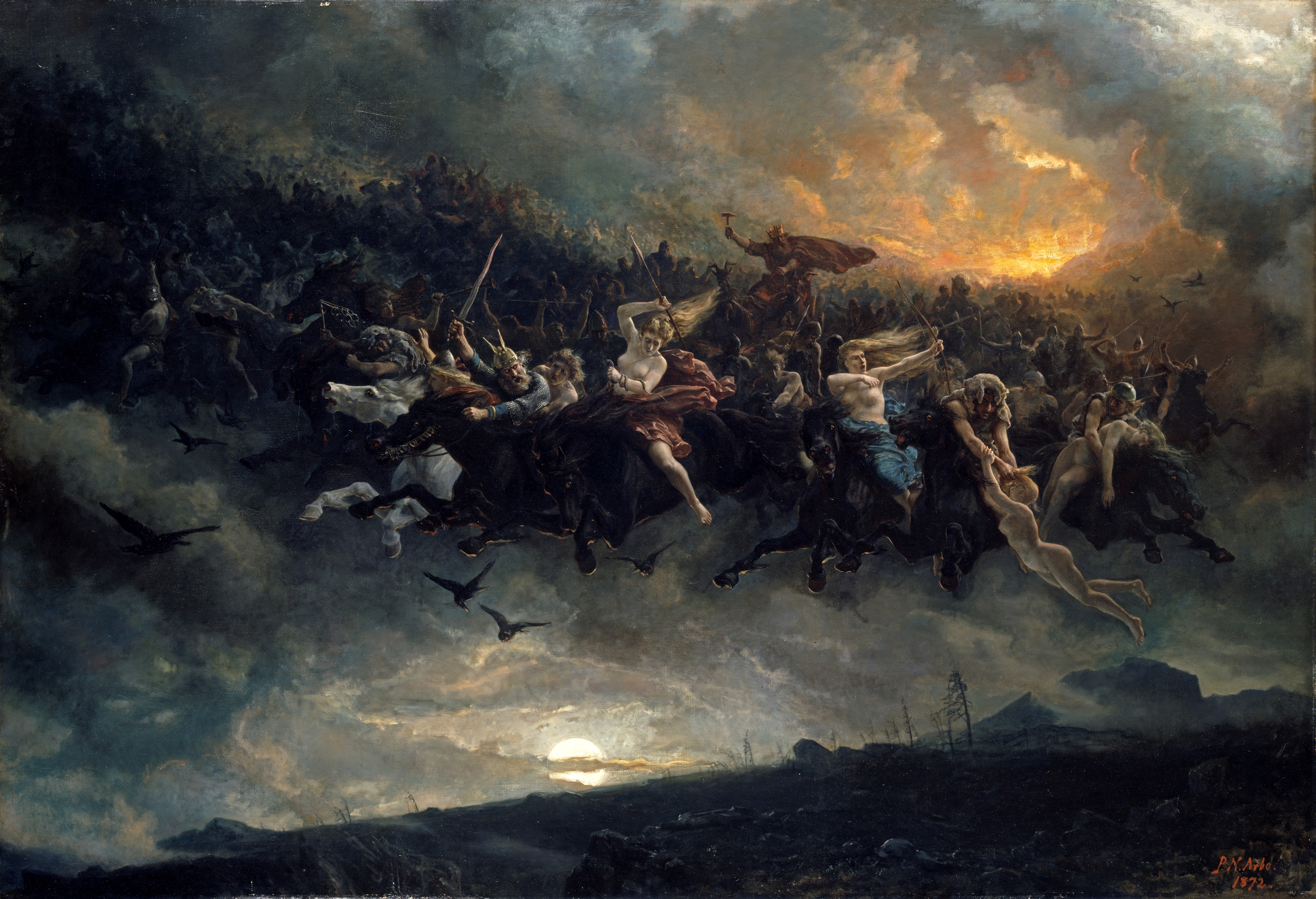
Dziki Łów (Åsgårdsreien) 1872

Peter Nicolai Arbo (ur. 1831, zm. 1892) – norweski malarz, którego ulubionymi tematami dzieł były motywy norweskiej historii oraz wątki mitologii nordyckiej.
Jego najsłynniejsze obrazy to: Åsgårdsreien (1872) oraz Valkyrien (1865).